# ウォルター・ローリー

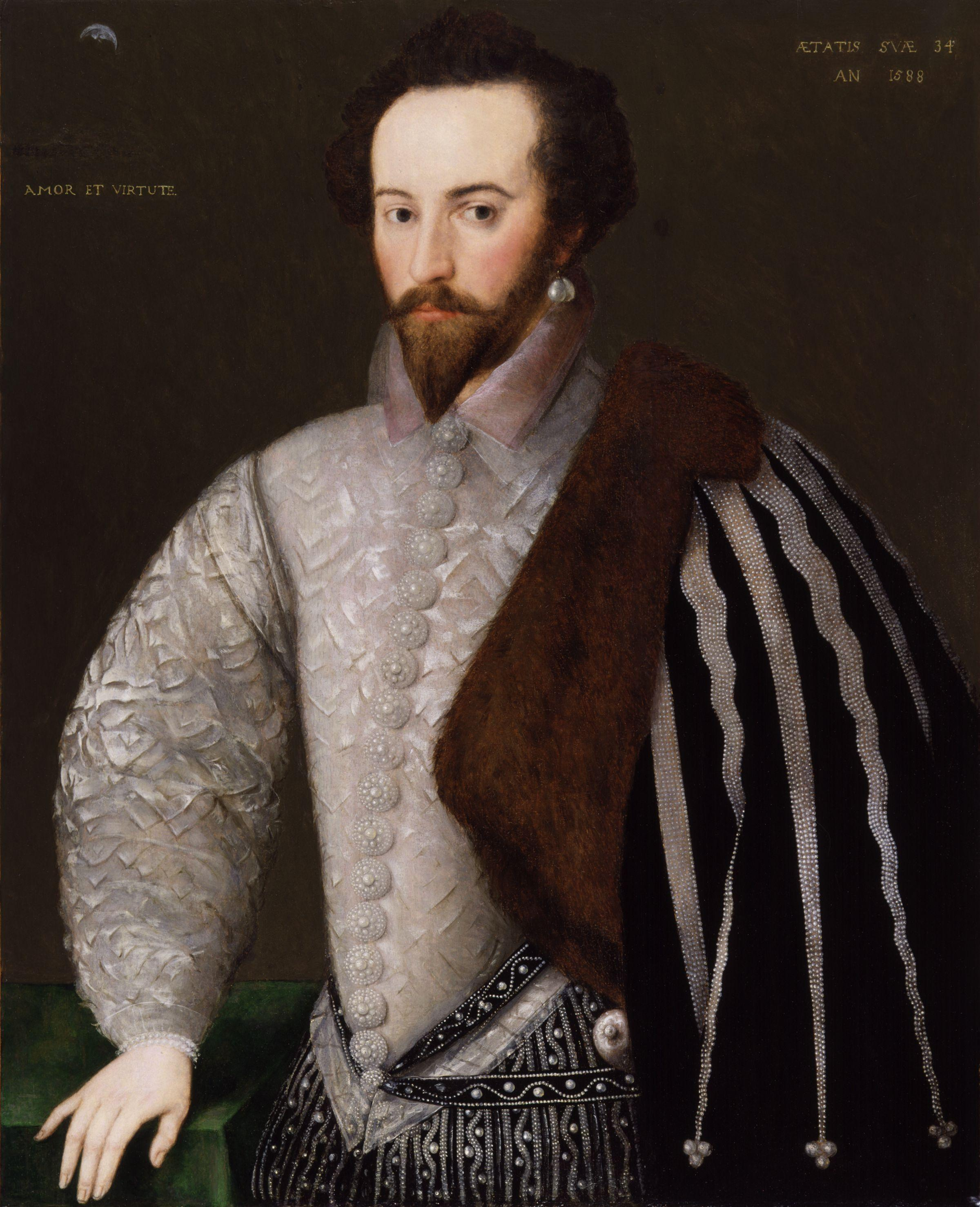
ウォルター・ローリー（1588年）

サー・ウォルター・ローリー（Sir Walter Raleigh, 1554年 - 1618年10月29日）は、イングランドの廷臣、軍人、探検家、作家、詩人。

## 生涯と活動

### 前半生
1552年頃（または1554年）、デヴォンのバドリー・サルタートンからさほど遠くないヘイズ・バートン（Hayes Barton）の家で生まれた。父はゲール系ウェールズ人のジェントリで同名のウォルター・ローリー、母キャサリン・シャンパナウンはフランス出身とされる。ローリーは15、16歳までヘイズ・バートンで過ごした後、両親についてエクセターへ引っ越した。
両親は共に結婚を繰り返しており（父は3回、母は2回）、それぞれの結婚で結ばれた家系の人々は後にローリーを援助し、生涯に渡る親交を結んだ例もあった。異父兄（母と前夫の息子）にサー・ジョン・ギルバート、サー・ハンフリー・ギルバート、サー・エイドリアン・ギルバートの3人がおり、同父母兄妹も2人いて、兄はカリュー、妹はマーガレットという。またハンフリーらギルバート家、従兄弟（厳密には遠縁）のリチャード・グレンヴィルや父の最初の妻の生家であるドレーク家（フランシス・ドレークも同族）、その他大勢の同郷人がローリーと親しくなり、死ぬまで彼を支え続けた。
ローリーの家族は宗教的には非常にプロテスタント寄りであり、カトリックである女王メアリー1世の治世には、小規模な逃走を何度も経験している。ローリーの父は殺害されることを避けるために塔に身を隠さなければならないことがあった。
このようにして幼少期の間に、ローリーはカトリックへの憎しみを培い、1558年にプロテスタントであるエリザベス1世が王位につくと、すぐにそのことを証明して見せた。1568年にフランスへ渡りユグノー戦争で傭兵としてユグノー（プロテスタント）に加勢、帰国後の1572年にオックスフォード大学オリオル・カレッジの学生となり、1575年にはミドル・テンプル法曹院に入学した。1578年に異父兄ハンフリー・ギルバートの探検航海に参加、1580年から1581年にかけて政府の雇われ隊長としてアイルランドに渡りデズモンドの反乱鎮圧に従軍、上陸したカトリックの教皇の援軍を虐殺、注目を集めた。
1581年の帰国後に軍功を認められてエリザベス1世の寵臣に抜擢され、宮廷で出世の糸口を掴んだ。ローリーは長身の美貌でエリザベス1世に気に入られ、続々と恩賞を与えられた。1583年にロンドンのダラム・ハウスの入居が許され、同年に自前の帆船「ローリー号」を新造してハンフリーの北アメリカ遠征に参加、ハンフリーは帰りの航路で遭難死したが、ローリーは生還し1585年にサーの称号を授与された。経済的恩恵も与えられ、遠征に前後して1584年に輸出する厚手のラシャ専売権、輸入ワイン専売権、酒屋の営業許可権授与、スズ鉱山裁判所長官の任命で大きな利権を獲得した。またスペイン軍の上陸に備えて1585年にデヴォンの海軍副提督、1587年にコーンウォール統監にも任命されたが、植民活動と私掠に関心を向ける一方であまり職務に熱心でなく、実務を部下に任せきりで政府に不満を書き送っている。
1587年の国王親衛隊隊長で出世は頂点に達したが、それに見合った財産の獲得は遅く、1592年に女王から地元デヴォンの東隣にあるドーセット・シェアボーンの荘園を授けられた。ローリーはここに新築の屋敷としてシェアボーン城を建てた。しかし屋敷は後の失脚で人手に渡り、最終的にジェームズ1世が寵臣の初代ブリストル伯爵ジョン・ディグビーに与えた。また女王の恩恵はここまでであり、以後ローリーは失態で女王の怒りを買って立場を失い、新しい寵臣の台頭により宮廷で孤立していくことになる。
軍事の他に議員活動も行い、1584年と1586年の議会でデヴォン選挙区から2度庶民院議員に選出、1593年の議会はコーンウォールのミッチェル選挙区から、1597年と1601年はそれぞれドーセット選挙区とコーンウォール選挙区から選出された。議員活動としては巧みな演説と利権腐心が目立ち、1593年議会にスペインへの備えとして特別税承認を巡る論争が起こると賛成に立ち、課税に慎重な態度のフランシス・ベーコンに反論した議員の1人となった。また1601年議会でピューリタンとカトリックを迫害しようとする議案に反対する演説をユーモアを交えて面白おかしく語る一方、側近を議員に選出させて自らの私掠・植民活動の勅許状を取りやすくしようと図った。

### 新世界
宮廷出仕の傍ら、ローリーは幾度かにわたって旅行・探検・植民目的での新世界への航海を行った。1584年、ローリーは2隻の船を派遣し、現在のアメリカ・ノースカロライナ州ロアノーク島を探検させ、エリザベス1世の通称・処女王にちなみこの島をバージニアと名付けた。新世界における最初のイングランド植民地であるロアノーク植民地は、ここにローリーによって築かれた。
だがこの植民は、さまざまな理由により島を放棄することを余儀なくされた。最初の入植者の多くが農業や庭師の技術を持っていなかったこと、島の土壌が砂状で乾燥していたこと、そして入植者達の、アメリカを探検して金などの貴金属を見つけて儲けようという当初の考えなどがその理由であった。そのような一儲けが起こりそうもないことが明らかになると、彼らは引き上げようとした。また、入植者が土地の先住民の作物を大量に要求したために、入植者と先住民の関係が破綻した。
1587年、ローリーは再びロアノーク島への植民を行うべく遠征を試みた。この時により多様な入植者（一家全員での入植者も数組いた）が、ジョン・ホワイト監督官の下で入植した。それから間もなく、ホワイトは植民地にさらなる物資を供給するためにイングランドへ呼び戻された。しかし、女王がスペイン無敵艦隊との戦闘に備えて船を港に留めるよう命令していたため、ホワイトは計画したように翌1588年に植民地へ戻ることができなかった。ようやく1590年になって補充物資が植民地に到着したが、入植者たちは姿を消していた。彼らの消息を知る唯一の手がかりは、木の幹に刻まれた「CROATOAN」という単語と「CRO」という文字であり、おそらく入植者たちはクロアタン族（Croatan）あるいはその他の先住民によって虐殺・拉致されたのであろうと推測されている。別の仮説として、1588年の嵐が多発した期間（スペイン無敵艦隊が破れる要因となったことで知られる）に、波にさらわれたのではないかというものもある。いずれにしても、この入植は現在「失われた植民地」として知られている。
ローリーの北アメリカ・バージニア（現在のバージニア州とノースカロライナ州を含む）への植民計画は、ロアノーク島においては失敗に終わったものの、後続の植民地への道筋を開いた。彼の航海は当初彼自身と友人達の出資で行われており、アメリカの植民地を築けるほどの安定した収入が得られなかったのである。17世紀前半に行われた後続の植民は、株式会社であるバージニア会社によって行われており、充分な植民地を作り出せるだけの資本金を共同出資することが可能であった。バージニア植民地はこうした苦難の果てに成し遂げられたが、ローリーは植民が長続きせず失敗したとはいえ、部下のホワイトに指示した統治方針（入植者の私生活に干渉しない、信教の自由、公平な徴税）はその後のイギリスの植民地統治の手本になった。
ウォルター・ローリーは、英国史の授業においては、新世界への航海に対する出資が盛んになった背景となったとされている。

### アイルランド
1579年から1583年の間、ローリーはアイルランドで起こったデズモンドの反乱の鎮圧に参加し、その後の土地接収と分配の恩恵にあずかった。彼はヨール（Youghal）とリズモア（Lismore）の2つの沿岸の町を含む40,000エーカー（1,600平方キロメートル）の土地を得た。またマンスターの大地主の1人となったが、イングランドの住民を自分の土地へ移住させようとする試みは、限られた範囲での成功を収めたのみであった。
ローリーは17年間アイルランドの地主の地位にあり、ヨールはローリーの一時的な家となった。彼は1588年から1589年にかけて町長を務め、ある説話によればアイルランドのこの地方に初めてジャガイモを植えたのが彼であるという（ただし、ジャガイモの苗はスペインとの貿易でもたらされたという説の方が遥かに有力である）。ほかに有名な説話として、ローリーがタバコを吸っているのを見た現地の召使い（それまでタバコなどというものを見たことがない）が、主人の体に火がついていると思いこんでバケツの水をローリーに浴びせたというエピソードがある。
この地域でのローリーの知り合いには、同じくマンスターの土地を所持していた詩人のエドマンド・スペンサーがいた。1590年にスペンサーはローリーと共にアイルランドからロンドンの宮廷に旅して、そこで彼はエリザベス1世に自作の寓意詩「妖精の女王」の一部を献呈している。
ローリーのアイルランドでの私有地は徐々に困窮に陥り、それにつれて彼の財産も減少し、結局1602年にローリーは土地をコーク伯爵リチャード・ボイルに売却した。コーク伯はその後、ジェームズ1世とチャールズ1世の両国王の下で財を成し、ローリーの死後には遺族、特に未亡人となったベスからローリーの結んだ先のことを考えない契約の基盤の償いを求められている。

### 後半生
1587年頃からエセックス伯ロバート・デヴァルーが女王の新たな寵臣に取り立てられると、ローリーの栄光に陰りが見え始めた。それだけでなく、1591年にローリーが秘密結婚したことが物議を醸し宮廷の立場を失った。
結婚相手のエリザベス・スロックモートン（通称ベス）はローリーよりも11歳年下で、女王付きの女官の1人であり、この時3度目の妊娠中であった。翌1592年になってこの無許可の結婚が発覚すると、激怒した女王はローリーをロンドン塔に投獄、ベスを宮廷から解雇するよう命じた。しかし投獄される前に船団を率いてアゾレス諸島沖でスペイン貨物船団を捕獲、そこから得た高額の報奨金が事実上保釈金になり釈放された。夫妻はお互い献身的に愛し続けており、ローリーがいない間、ベスが家庭の財産と名声を有能に守り続けていたと伝えられる。彼らの間にはウォルターとカリューの2人の息子がいた。
続くスペイン戦争でも戦果を挙げ、1596年にはエセックス伯とエフィンガムのハワード男爵（後のノッティンガム伯爵）チャールズ・ハワードが指揮するカディス遠征で湾内のスペイン軍艦を沈め、味方の上陸を援護した。翌1597年のアゾレス諸島遠征では成果を挙げられない本隊を尻目に無断に上陸し、莫大な戦利品を獲得した。この抜け駆けでエセックス伯の怒りを買ったがノッティンガム伯の仲介もあり謝罪、全体的に2つの遠征はそれほどイングランドの利益にならずエセックス伯の没落の切っ掛けにもなったが、ローリーにとっては復活のチャンスとなり、同年に国王親衛隊隊長に復帰した。こうして数年間でローリーは再び寵愛を受けるようになった。
1600年から1603年にかけてローリーはジャージー島の総督を務め、この島の防衛網の近代化を行った。スペインがこの島をイングランド侵略の足掛かりにするという噂が流れ、反スペインで有能な軍人のローリーが島で侵略を防ぐ役割を与えられたのだった。彼は熱心に統治に取り組み、島の首都セント・ヘリアへの道を守る要塞を補強して「イザベラ・ベリッシマ要塞」あるいは英語で「エリザベス城」と命名したり、島に交易と栽培をもたらし財政立て直しに奔走した。一方、エセックス伯は1599年のアイルランド遠征に失敗して立場が危うくなると、1601年2月にローリーとコバム男爵ヘンリー・ブルック、ロバート・セシル（後のソールズベリー伯）を宮廷から排除するクーデターを起こしたが、早期鎮圧された後裁判にかけられて処刑された。ローリーはエセックス伯の処刑を見物していたという。
この頃、エリザベス1世による王室の寵愛は復活していたものの、それは長続きしなかった。エリザベス1世は1603年に死去し、新たにスコットランド王ジェームズ6世がイングランド王ジェームズ1世に即位すると一転して投獄されたからである。ジェームズ1世に接近したセシルと初代ノーサンプトン伯爵ヘンリー・ハワードがローリーを即位に反対したと讒言したこと、親スペインのジェームズ1世にとって反スペインのローリーが疎ましかったなどローリーを取り巻く環境が悪化した。こうしてエリザベス1世に授与された国王親衛隊隊長など、数々の地位を取り上げられた。更に同年11月17日、ローリーはウィンチェスター城のグレート・ホールにおいて、ジェームズ1世廃位の陰謀が発覚したメイン陰謀事件への関与の疑いから内乱罪で裁判を受けた。これは陰謀に参加し逮捕されていたコバム男爵が保身からローリーも陰謀に参加したと証言したことが切っ掛けで、裁判を担当した法務長官エドワード・コークによりローリーはロンドン塔に1616年まで監禁された。
死刑判決を受けたが未決のまま監禁生活が長引き、ロンドン塔では比較的自由な活動が許され、書籍と召使を部屋に入れて生活、著作活動に熱中してギリシャとローマの古代史に関する本『世界の歴史 A Historie of the World』を著した。また獄中においてローリーに同情的だったジェームズ1世の王妃アンとヘンリー・フレデリック王太子など色々な来客が塔を訪問している。
やがて1616年にロンドン塔から解放され、南米オリノコ川流域に黄金郷を探索すべく派遣される2度目の探検隊を指揮することになった（1595年にも1度南米探検に出かけたが目的を達成出来なかった）。探検の途中、ローリーの部下達がメンバーの1人であるローレンス・キーミスの指示の下、スペインの入植地であったサン・ソーム（San Thome）で略奪を行った。この町で最初の戦いの中、ローリーの息子ウォルターが銃弾に当たり死亡している。ローリーがイングランドに帰還した後、憤慨したスペイン大使ディエゴ・サルミエント・デ・アクーニャがジェームズ1世にローリーの死刑判決を実行するよう求めた。

### 処刑
スペイン大使の要求が認められ、1618年10月18日にジェームズ1世と裁判関係者のやりとりで枢密院で非公開裁判を行うと決められ、ローリーは22日の裁判で弁明したが、24日に未決になっていた1603年の死刑判決を執行することを口実にした政府により、29日にホワイトホール宮殿で斬首刑に処せられた。判決を下したのは大法官になっていたかつての政敵フランシス・ベーコンで、枢密顧問官の1人としてローリーの取り調べに当たっていた。ローリーの最後の言葉は、斬首を行う斧を見せられた時の「これは劇薬であるが、すべての病を癒すものである」というものであった。
J・H・アダムソンとH・F・ホランドによるローリーの伝記『海の羊飼い Shepherd of the Ocean』によると、ローリーの妻ベスは彼の首を「防腐処置を施していつも自分のそばに置き、しばしば訪問者達にウォルター卿に会いたいかと尋ねた」。ローリーの首はその後、ウェストミンスター寺院の隣にある聖マーガレット教会に、彼の胴体と共に埋葬された。

## 詩作
ウォルター・ローリーは一般的に、エリザベス朝において一流の詩人のひとりであったと見なされている。彼の詩はしばしば、プレーン・スタイルとして知られる、相対的に率直で飾らない文体で書かれた。C・S・ルイスは、ローリーが当時の、イタリア・ルネッサンスの影響（緻密な古典への言及や、複雑な詩的趣向など）に反対する作家の集まりであった「銀の詩人」のひとりであったとみなしている。「我が人生とは何か What is Our Life」や「嘘 The Lie」などの詩の中でローリーは、人文的楽観主義の始まりよりも、中世により特有の厭世観（contemptus mundi）を示している。
しかしながら、あまり知名度の高くない長大な詩「シンシアへの海 The Ocean to Cynthia」ではこの傾向を、同時代のエドマンド・スペンサーやジョン・ダンに連なる、より精巧な着想と合わせており、一方でルイスの評価の正当性を証明するようにパワーと独創性を成し遂げ、さらにはそれと矛盾するかのように「嵐 The Tempest」では歴史的懐古による憂鬱感を示し、そしてそれらすべてが個人の経験の産物を示すのに非常に効果的なのである。ローリーはまた、簡潔な文体の時期においてはマーロウの信奉者であった。

## 人物
イギリスに喫煙の習慣を広めた人物と目されている。

## ローリーに関係する事物

### ローリーの名にちなんだもの
- ローリー (ノースカロライナ州) - アメリカノースカロライナ州の州都。
- ローリー郡 (ウェストバージニア州) - アメリカウェストバージニア州にある郡。
- イギリス海軍とアメリカ海軍に「ローリー」と名付けられた軍艦がそれぞれ歴代数隻存在する。

### ローリーが引き合いに出されるもの
- アイム・ソー・タイアード - ビートルズの楽曲。ローリーの名（多少変化している）が引き合いに出され、ジョン・レノンが彼を「大馬鹿野郎（a stupid get）」と歌っている。

(この場合のgetは口語での馬鹿を意味するgitの別のスペルである。)
- ブラックニッカ - ニッカウヰスキーの代表的製品。これのラベルデザインの元になった。但し、19世紀にウイスキーのブレンドの重要性を説いたW・P・ローリー(William Phaup Lowrie)という説もあり、現在はこちらが公式の説とされる。
- スモーク - 冒頭のシーンで、愛煙家だったローリーが発案したとされる「タバコの煙の重さの量り方」に関するエピソードが語られる。
- ザ・ロック - 幽閉されたメイソンが「アルキメデスもウォルター･ローリーも同じ末路をたどった」と発言。その後、グッドスピードから「みんな冤罪だった」と語られる。